# Nāḩiyat Qaḩţānīyah
Nāḩiyat Qaḩţānīyah (arabiska: ناحية قحطانية) är ett subdistrikt i Syrien.   Det ligger i provinsen al-Hasakah, i den nordöstra delen av landet, 600 km nordost om huvudstaden Damaskus.
Omgivningarna runt Nāḩiyat Qaḩţānīyah är i huvudsak ett öppet busklandskap. Runt Nāḩiyat Qaḩţānīyah är det ganska tätbefolkat, med 179 invånare per kvadratkilometer.